# Paula Gondo
Pour les articles homonymes, voir Gondo (homonymie).
Paula Gondo Bredou, née le 10 décembre 1981 à Blaou (Région de San-Pédro) en Côte d'Ivoire, est une joueuse internationale de handball de Côte d'Ivoire. Elle a évolué dans plusieurs clubs français dont le Mérignac Handball et le Toulon Saint-Cyr Var Handball.

## Biographie
Après avoir été Championne d’Afrique en 1996[réf. à confirmer],, elle arrive en France en 1997/98 et évolue 2 ans à Bondy en D1, puis 2 ans à Bergerac (D2). 
En 2002, elle rejoint e le Mérignac Handball où elle devient l'épine dorsale de l'équipe. Au terme de la saison 2005-2006, elle sera d'ailleurs élue meilleure pivot du Championnat de France.
En 2008, elle signe au Toulon Saint-Cyr Var Handball avec lequel elle remporte le Championnat de France en 2010 puis la Coupe de France en 2011 et 2012.
En 2012, elle a ensuite rejoint St-Amand-les-Eaux en N1 puis le Sambre Avesnois Handball (N1) et enfin le Handball Hazebrouck 71 en 2014.
Avec l'équipe nationale de Côte d'Ivoire elle a participé à trois Championnats du monde en 1997, 2009 et 2011, a été finaliste du Championnat d'Afrique des nations 2008 avec comme sélectionneur un certain Thierry Vincent et a été élue deux fois meilleur pivot lors des participations à cette compétition.

## Palmarès

### En clubs
- Championnat de France (1) : 2010
- Coupe de France (2) : 2011, 2012

### En équipe nationale
Championnats du monde
- 14e place au Championnat du monde 1997
- 18e place au Championnat du monde 2009
- 11e place au Championnat du monde 2011

Jeux africains
- Médaille de bronze aux Jeux africains de 2007

Championnats d'Afrique des nations
- Finaliste du Championnat d'Afrique des nations 2008
- Médaille de bronze au Championnat d'Afrique des nations 2010
- 7e place au Championnat d'Afrique des nations 2012
- 5e place au Championnat d'Afrique des nations 2016[5]

### Distinctions individuelles
- élue meilleure pivot du Championnat de France en 2005-2006
- 2e meilleure buteuse du Championnat du monde 2009 avec 65 buts en 9 matchs.
- élue meilleur pivot du Championnats d'Afrique des nations (2)[réf. à confirmer],[2]